# Lionel Tollemache, IV conte di Dysart
Lionel Tollemache, IV conte di Dysart (1º maggio 1708 – Londra, 10 marzo 1770) è stato un nobile scozzese.

## Biografia
Era il figlio di Lionel Tollemache, Lord Huntingtower, e di sua moglie, Henrietta Cavendish. Alla morte del padre, nel 1712, divenne l'erede al titolo. Alla morte di suo nonno nel 1727, ha ereditato il titolo e le tenute di Ham House, nel Surrey, Helmingham Hall nel Suffolk, Harrington e Bentley nel Northamptonshire, e 20.000 acri nella tenuta nel Cheshire. L'anno successivo partì per un Grand Tour.
Nel 1729, fu eletto High Steward di Ipswich, un incarico che ha ricoperto per 41 anni.

## Matrimonio
Sposò, il 22 luglio 1729, Lady Grace Carteret (8 luglio 1713-23 luglio 1755), figlia di John Carteret, II conte Granville. Ebbero sedici figli:
- un figlio (nato e morto il 21 maggio 1730);
- Lionel Tollemache, Lord Huntingtower (15 marzo 1731–16 marzo 1731);
- Lady Grace Tollemache (9 aprile 1732–10 maggio 1736);
- Lady Harriet Tollemache (1733-2 agosto 1733);
- Lionel Tollemache, V conte di Dysart (6 agosto 1734-22 febbraio 1799);
- Lady Mary Tollemache (12 marzo 1736–14 marzo 1736);
- un figlio (nato e morto il 24 giugno 1737);
- Lady Frances Tollemache (1738-18 dicembre 1807);
- Wilbraham Tollemache, VI conte di Dysart (23 ottobre 1739-9 marzo 1821);
- un figlio (nato e morto il 7 ottobre 1740);
- Lady Catherine Tollemache (1741-24 maggio 1751);
- George Tollemache (14 marzo 1744-13 novembre 1760);
- Louisa Tollemache, VII contessa di Dysart (2 luglio 1745-22 settembre 1840);
- John Tollemache (30 marzo 1750-25 settembre 1777), sposò Lady Bridget Henley, ebbero un figlio;
- Lady Jane Tollemache (30 marzo 1750-28 agosto 1802), sposò in prime nozze John Delap Halliday[3], ebbero due figli, e in seconde nozze George David Ferry, non ebbero figli;
- William Tollemache (22 febbraio 1751-16 dicembre 1776).

## Morte
Morì il 10 marzo 1770. Fu sepolto a Helmingham.